# Вицеадмирал
Вицеадмирал (енгл. vice admiral, кин: 英文, рус. вице-адмирал) је војни чин официра ратне морнарице и речне флотиле он је трећи адмиралски чин. У ЈНА је био други. У поређењу са чиновима копнене војске или РВ и ПВО еквивалентан је чину генерал-потпуковника.

## Етимологија
Порекло назива овог чина је у традиционалном распореду британске флоте. Док би адмирал био у њеном средишту, контраадмирал би се налазио позади. Место вицеадмирала је било у шпицу. У Француској је уведен као чин вицеадмирал ескадриле.

## Изглед еполете
Изглед еполете вицеадмирала Војске Србије задржан је из периода ЈНА, ВЈ и ВСЦГ. У том периоду означавао је адмиралски чин адмирала. Еполета је оивичена украсном испреплетаном златном опшивком, док се у еполети налазе два златна свежња пшеничног класја на којима се налази златно сидро изнад њих су три златне розете.
У ренијем периоду постојања ЈНА до 1992. године уместо три розете биле су три златне петокраке звезде које су симболизовале социјализам као и у већини армија социјалистичких држава. Након 1992. године у Војсци Југославије/Војсци Србије и Црне Горе задржан је постојећи изглед са три златне петокраке звезде зато што је СР Југославија/Србија и Црна Гора била држава-континуитета СФР Југославије. Формирањем Војске Србије од 2006. године три златне розете замењују постојеће три златне петокраке звезде.

## Галерија
- Наруквна ознака
вицеадмирала у војсци Краљевине СХС / Краљевине Југославије
- Еполета
вицеадмирала у војсци Краљевине СХС / Краљевине Југославије
- Еполета вицеадмирала ЈНА, Војске Југославије и Војске Србије и Црне Горе
- Еполета вицеадмирала ВС (2006)